# أتر ماجوك
أتر ماجوك (بالإنجليزية: Ater Majok)‏ مواليد 4 يوليو 1987، هو لاعب كرة سلة أسترالي بدأ مسيرته الاحترافية في سنة 2010. يبلغ طوله 6 قدم 10 بوصة (2.1 م).

## روابط خارجية
- أتر ماجوك على موقع الاتحاد الدولي لكرة السلة (الإنجليزية)
- أتر ماجوك على موقع سبورتس رفرنس (الإنجليزية)
- أتر ماجوك على موقع كرة السلة الأوروبية.كوم (الإنجليزية)
- أتر ماجوك على موقع إي إس بي إن.كوم (الإنجليزية)
- أتر ماجوك على موقع كلية كرة السلة في سبورتس رفرنس.كوم (الإنجليزية)
- أتر ماجوك على موقع ريلجم (الإنجليزية)
- أتر ماجوك على موقع بروبوليرز (الإنجليزية)
- أتر ماجوك على موقع سبورتس رفرنس (الإنجليزية)
- أتر ماجوك على موقع سبورتس رفرنس (الإنجليزية)